# Liste militärischer Liegenschaften in Lübeck
Diese Liste führt militärische Anlagen und Bauten in Lübeck auf.
| Lage                                                                    | Namen/Bezeichnungen | Errichtet             | Nutzung | Besonderheiten und Anmerkungen | Abbildungen |
| ----------------------------------------------------------------------- | --- | --------------------- | --- | --- | ----------- |
| Am Flugplatz 1 (Lübeck-St. Jürgen)                                      | Kommandantenvilla der Hanseatenkaserne                                                                                        | 1936/37               | | 2014 abgebrochen |             |
| Am Flugplatz 4 (Lübeck-St. Jürgen)                                      | Hanseatenkaserne - Fliegerhorst Lübeck-Blankensee (1935–1945) - RAF Lübeck (1945–1950)                                        | 1935–1937             | - Seit 1995 Ausbildungspark der Lübecker Bauinnung - 1960–1993 Bundeswehr - 1951–1960 Bundesgrenzschutz - 1945–1950 Royal Air Force und Flüchtlingsunterkunft - 1935–1945 Luftwaffe | |             |
| An den Schießständen (im Waldgebiet Wesloer Tannen, Lübeck-St. Gertrud) | Schießstände | 1897                  | | Von den 1945 aufgegebenen Schießständen sind heute nur noch langgezogene Bodenvertiefungen und vereinzelte Bauwerksreste im Wald auffindbar.                     |             |
| Burgfeld (Lübeck-St. Gertrud)                                           | Barackenlazarett | 1914                  | | Die letzten Baracken des ehemaligen Lazaretts wurden 1952 abgebrochen.                                                                                           |             |
| Fackenburger Allee (Lübeck-St. Lorenz)                                  | Kaserne Fackenburger Allee / Alte Kaserne - Hindenburg-Kaserne - Adolf-Hitler-Kaserne ( –1945) - Bedford Barracks (1945–1949) | 1871                  | Nach dem Ersten Weltkrieg wurde die Kaserne von der SiPo genutzt | 1976 abgebrochen |             |
| Hüxtertorallee 2 (Lübeck-St. Jürgen)                                    | Offizierskasino | 1906/07               | | |             |
| Katharinenstraße 11 (Lübeck-St. Lorenz)                                 | Standortlazarett | 1874                  | | 1981 abgebrochen |             |
| Meesenring 1–17 (Lübeck-St. Gertrud)                                    | Meesen-Kaserne - Rugby Barracks (1945–1949)                                                                                   | 1897 (1935 erweitert) | Nach 1945 DP-Lager | Als Loßberg starb, wurde für ihn ein Staatsbegräbnis auf Befehl Hitlers, der hierzu jedoch nicht erschien, am 21. Mai 1942 auf dem Hof der Kaserne veranstaltet. |             |
| Moltkeplatz 17 (Lübeck-St. Gertrud)                                     | Divisionsstabsgebäude | 1936/37               | - Wasserstraßen- und Schifffahrtsamt Lübeck - Teil der Bundesgrenzschutz-Unterkunft in der Walderseekaserne - Divisionsstabsgebäude der Wehrmacht                                   | |             |
| Ratzeburger Landstraße 4 (Lübeck-St. Jürgen)                            | Bundespolizeiakademie, Liegenschaft Dr. Robert Lehr - Hubertus-Kaserne                                                        | 1936/37               | | |             |
| Schwartauer Landstraße 1–5 (Lübeck-St. Lorenz)                          | Bundespolizeiakademie, Liegenschaft Falkenfeld-Kaserne - Pionier-Kaserne (1935–1945) - Furness Barracks (1945–1949)           | 1935–1937             | | |             |
| Schwartauer Landstraße 7 (Lübeck-St. Lorenz)                            | Cambrai-Kaserne - Cowley Barracks (1945–1949)                                                                                 | 1936–1938             | | |             |
| Vorwerker Straße 103 (Lübeck-St. Lorenz)                                | Trave-Kaserne (Artilleriekaserne) - Artillerie-Kaserne (1938–1940) - Oflag X-C (1940–1945) - Norfolk Barracks (1945–1949)     | 1938/39               | Nach 1945 DP-Lager | |             |
| Walderseestraße 6 (Lübeck-St. Gertrud)                                  | Waldersee-Kaserne - Knightsbridge Barracks (1945–1949)                                                                        | 1936                  | | |             |